# Egat
Egat – miejscowość i gmina we Francji, w regionie Oksytania, w departamencie Pireneje Wschodnie.
Według danych na rok 1990 gminę zamieszkiwało 419 osób, a gęstość zaludnienia wynosiła 94 osoby/km² (wśród 1545 gmin Langwedocji-Roussillon Egat plasuje się na 555. miejscu pod względem liczby ludności, natomiast pod względem powierzchni na miejscu 1034.).

## Populacja

Populacja Egat w latach 1962-2008